# فلويد ماثيوز
فلويد ماثيوز (بالإنجليزية: Floyd Matthews)‏ هو ضابط أمريكي، ولد في 3 فبراير 1903، وتوفي في 24 فبراير 2008.